# Puy de Pauliac
Le puy de Pauliac est un sommet du Massif central, situé sur la commune d'Aubazine, dans le département de la Corrèze, en France.
Bien que modeste par son altitude maximale de 520 m, le puy de Pauliac se démarque dans le paysage par sa proximité avec la vallée de la Corrèze, la présence d'un site mégalithique, d'un chaos rocheux et d'un point de vue panoramique à son sommet.

## Géographie
Le puy de Pauliac se trouve sur la commune d'Aubazine, à environ 1,4 km au nord-est du bourg. Le principal sommet avoisinant est la roche de Vic (10 km au sud-est). Le puy de la Ramière, qui domine Noailhac et la faille de Meyssac, est localisé 12 km au sud-ouest. Les Monédières sont distantes de 35 km au nord-est.
Le cours de la Corrèze est proche, à 1,8 km à l'ouest.

## Histoire

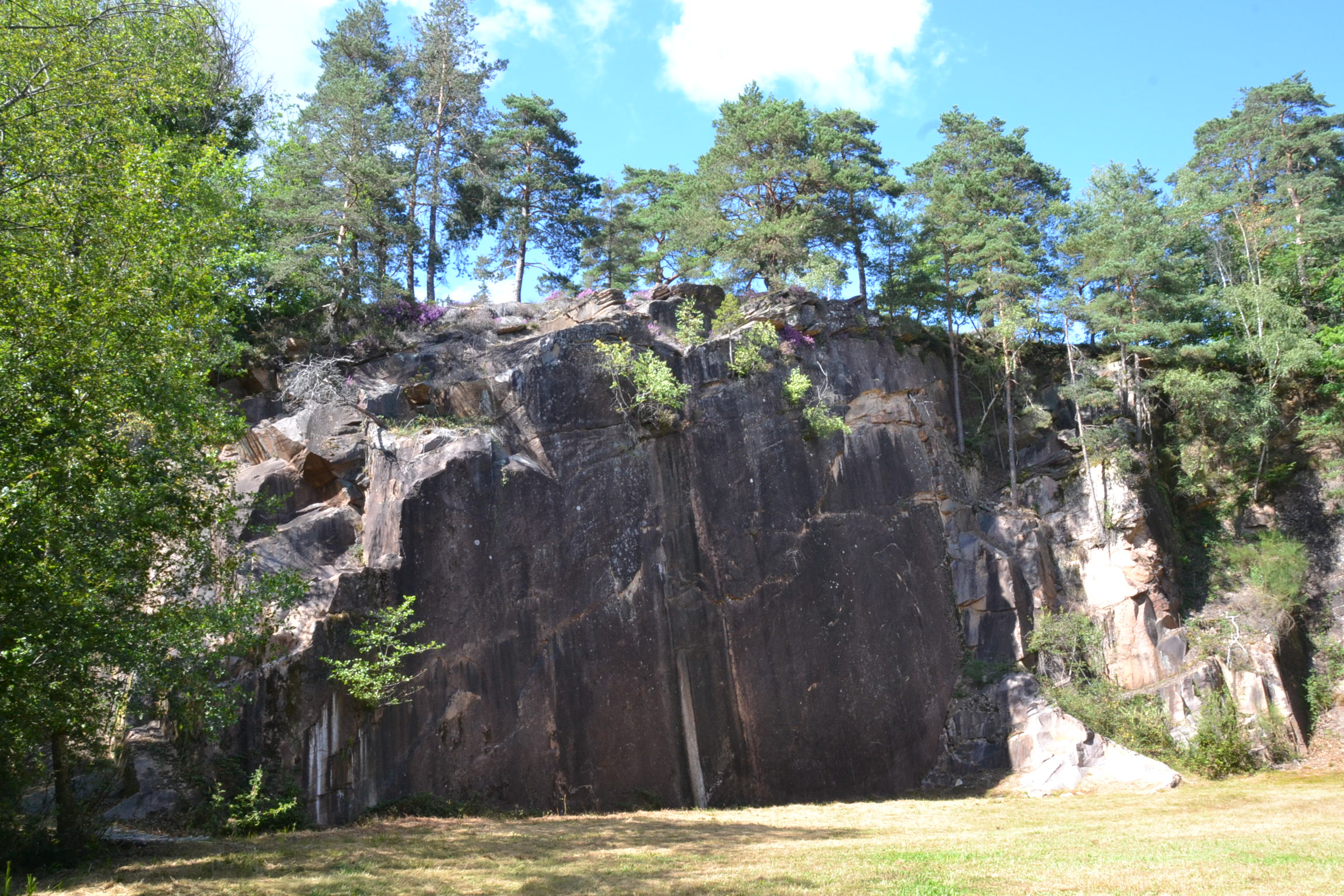
Vestiges de la carrière.

La présence d'une importante enceinte mégalithique sur le puy atteste une occupation humaine au Néolithique.
Le site bénéficie d'une protection au titre des sites classés depuis 1932 ; outre le puy, ce périmètre englobe plusieurs éléments patrimoniaux de la commune d'Aubazine comme le Canal des moines et le Saut de la bergère.
La roche granitique du puy de Pauliac est exploitée en carrière de 1928 à 1941. La production est utilisée pour le pavage des trottoirs, notamment celui de la place du Capitole de Toulouse. L'exploitation est interrompue en 1941 en raison des menaces de l'activité sur le site classé depuis 1932,.